# لئونید گولوف
لئونید گولوف (استونیایی: Leonid Gulov؛ زادهٔ ۲۹ سپتامبر ۱۹۸۱) قایقران روئینگ اهل استونی است.
وی در مسابقات کشوری و بین‌المللی در مجموع برندهٔ ۴ مدال طلا، ۱ مدال برنز شده‌است.